# Pierre-Émile Martin
Pour les articles homonymes, voir Pierre Martin et Martin.
Pierre-Émile Martin (né le 17 août 1824 à Bourges et mort le 19 mai 1915 au château de La Garenne, à Fourchambault, dans la Nièvre) est un ingénieur des mines et industriel français. 
On lui doit l'application pratique du principe de la récupération des gaz chauds au four à sole pour la fusion de l'acier (1 700 °C environ). Ce procédé avait été inventé par Carl Wilhelm Siemens dont P.-E. Martin avait acquis la licence.

## Biographie
Pierre-Émile Martin est le fils d'Émile Martin et le petit-fils de Pierre-Dominique Martin et de Georges Dufaud. Il est marié avec Nisida Micheau.
Il est le maire de la commune de Sireuil (Charente) de 1855 à 1874, où il dirige l'entreprise familiale de forges de 1854 à 1883.
En 1865, sur la base du procédé Siemens, il met en œuvre selon ses recherches le procédé d'élaboration de l'acier sur sole, qui porte son nom, par refusion de déchets d'acier avec addition de fonte pour dilution des impuretés et affinage.
Sa carrière lui mérite les hommages de l'Iron and Steel Institute (Médaille d'or de Bessemer) en 1915) et de la Nation (chevalier en 1878 puis officier de la Légion d'honneur en 1910).

## Acier Martin
On a appelé acier Martin le métal obtenu en utilisant son procédé. Ces aciers contiennent beaucoup moins d'impuretés que ceux qui sont élaborés au convertisseur, et leur composition est beaucoup mieux ajustée.
La mise au point du procédé de Pierre-Émile Martin complète la découverte de Bessemer et de son convertisseur parce qu'il permet d'utiliser les riblons (rebuts) d'acier et de fonte. Il permet de fabriquer de l'acier ayant la réputation d'être de meilleure qualité que l'acier Bessemer. En revanche, son procédé est plus long et les coûts de revient par conséquent plus élevés. Cette invention est testée et mise en œuvre à la fonderie de Sireuil, en Charente.

## Procédé Martin (ou Procédé Martin-Siemens)

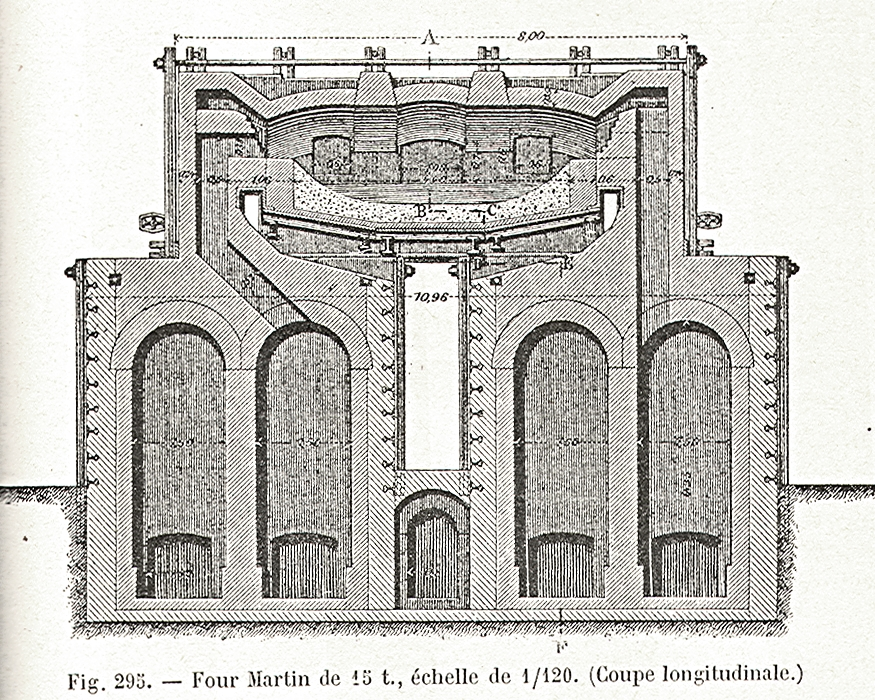
Coupe d'un four Siemens-Martin. Les quatre régénérateurs sont situés en dessous du four.

Procédé d'affinage de l’acier sur sole, inventé par Pierre-Émile Martin. Il consiste en une fusion d'un mélange de fonte et de ferrailles ou de minerai, puis en un affinage par décarburation, désulfuration et déphosphoration. Cette méthode permet d'élaborer des aciers fins et alliés, par addition d'éléments nobles.
Le convertisseur est un four à réverbère chauffé au gaz, avec récupération de la chaleur des fumées suivant le système Siemens.

## Distinction
- Officier de la Légion d'honneur, le 10 septembre 1910[2].

## Hommages

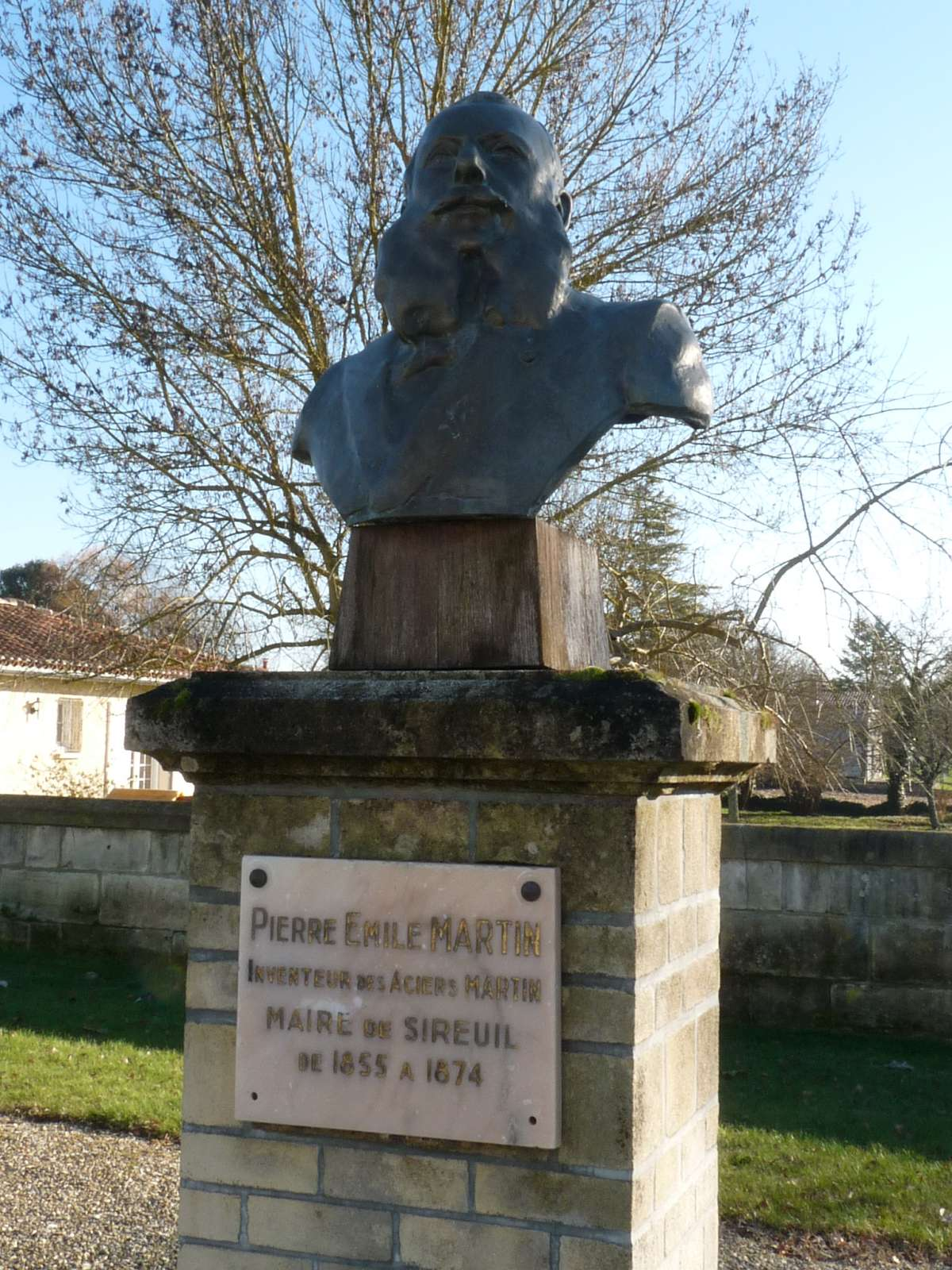
Buste de Pierre-Émile Martin à Sireuil.

Le lycée polyvalent de Bourges, sa ville natale, a pris son nom : le lycée Pierre-Émile-Martin.
Son buste est dressé face à la mairie de Sireuil.
Un timbre-poste de 25 f lui rend hommage en mars 1955 (série grands hommes).